# Siegfried Otto

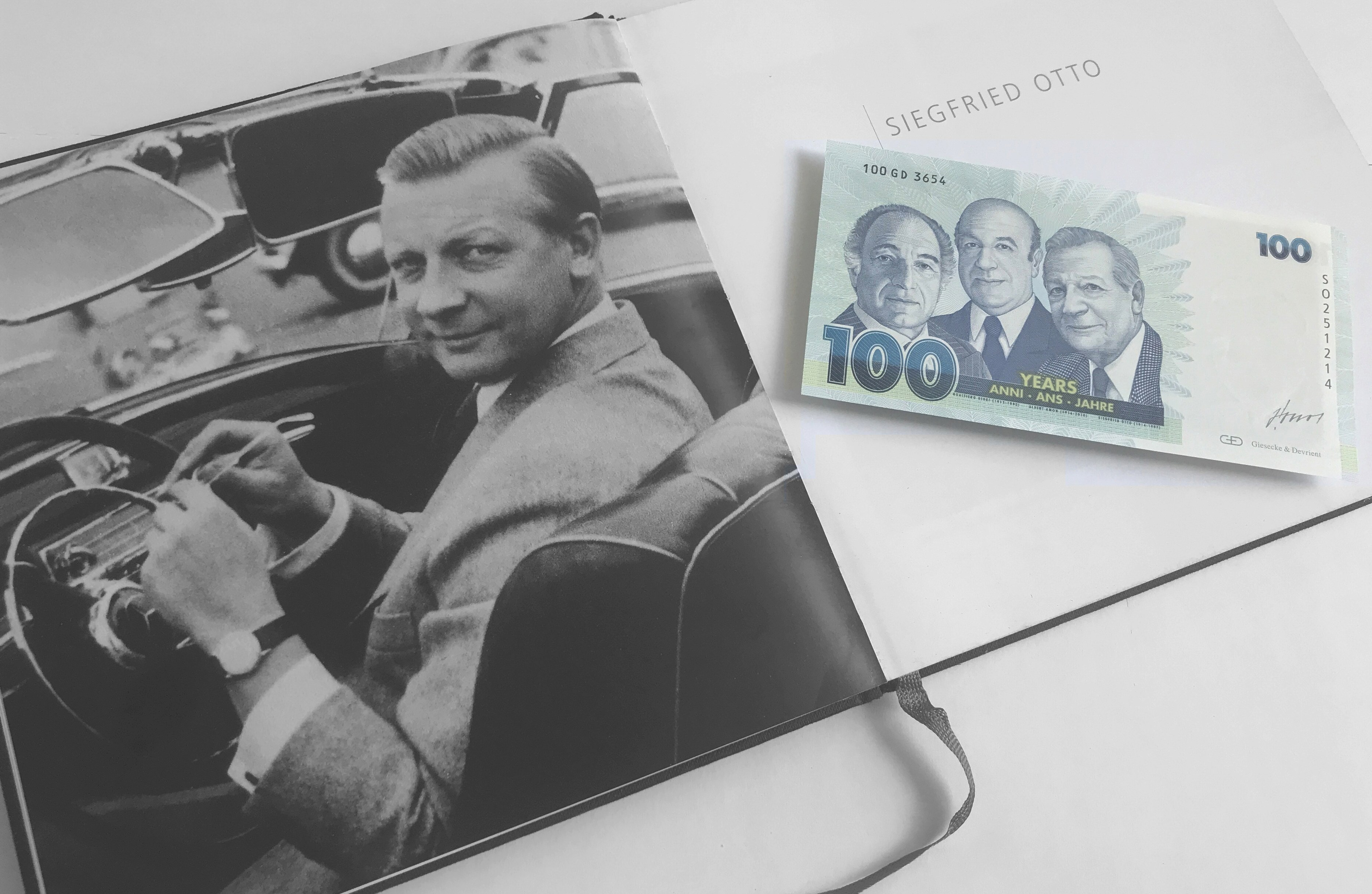
Siegfried Otto (um 1970) und Gedenknote zum 100. Geburtstag (mit Gualtiero Giori und Albert Amon)

Siegfried Otto (* 25. Dezember 1914 in Halle (Saale); † 17. August 1997 in München) war ein deutscher Unternehmer. Er baute ab 1948 die Firma Giesecke & Devrient (G&D) in München neu auf und entwickelte sie zu einem internationalen Marktführer für Sicherheitslösungen zum Druck von Banknoten und Wertpapieren, der Herstellung von Sicherheitspapier, von Banknotenbearbeitungssystemen für Zentralbanken sowie Systemen für den Zahlungsverkehr und Chipkarten.

## Leben
Der Sohn des Polizeimeisters Erich Otto und Emma Gumbrecht machte eine Lehre im Druckhaus Schaedel & Friebel in Leipzig. Danach arbeitete er in der Sicherheitsdruckerei Giesecke & Devrient in Leipzig. Siegfried Otto war im Zweiten Weltkrieg Hauptmann in der deutschen Wehrmacht. Im März 1943 heiratete er Jutta Devrient (* 29. Dezember 1921; † 13. August 2011), die Tochter von Ludwig Devrient (* 28. Oktober 1894; † 31. März 1948), der das Traditionsunternehmen Giesecke & Devrient bis zur Enteignung 1948 als Vorsitzender des Vorstands führte. Siegfried Otto wurde im März 1948 aus der sowjetischen Haft in Bautzen entlassen und zog zu seiner Frau nach München.
In seiner Ehe mit Jutta Otto-Devrient wurden vier Kinder geboren: Verena (* 2. Februar 1949), Claudia (* 1951), Tilmann (* 1953) und Yorck (* 1956). Nach der Scheidung von Jutta heiratete er 1989 in zweiter Ehe Ursula Burda (geborene Gamstätter und geschieden von Franz Burda junior).

## Unternehmertätigkeit

### Wiederaufbau von Giesecke & Devrient

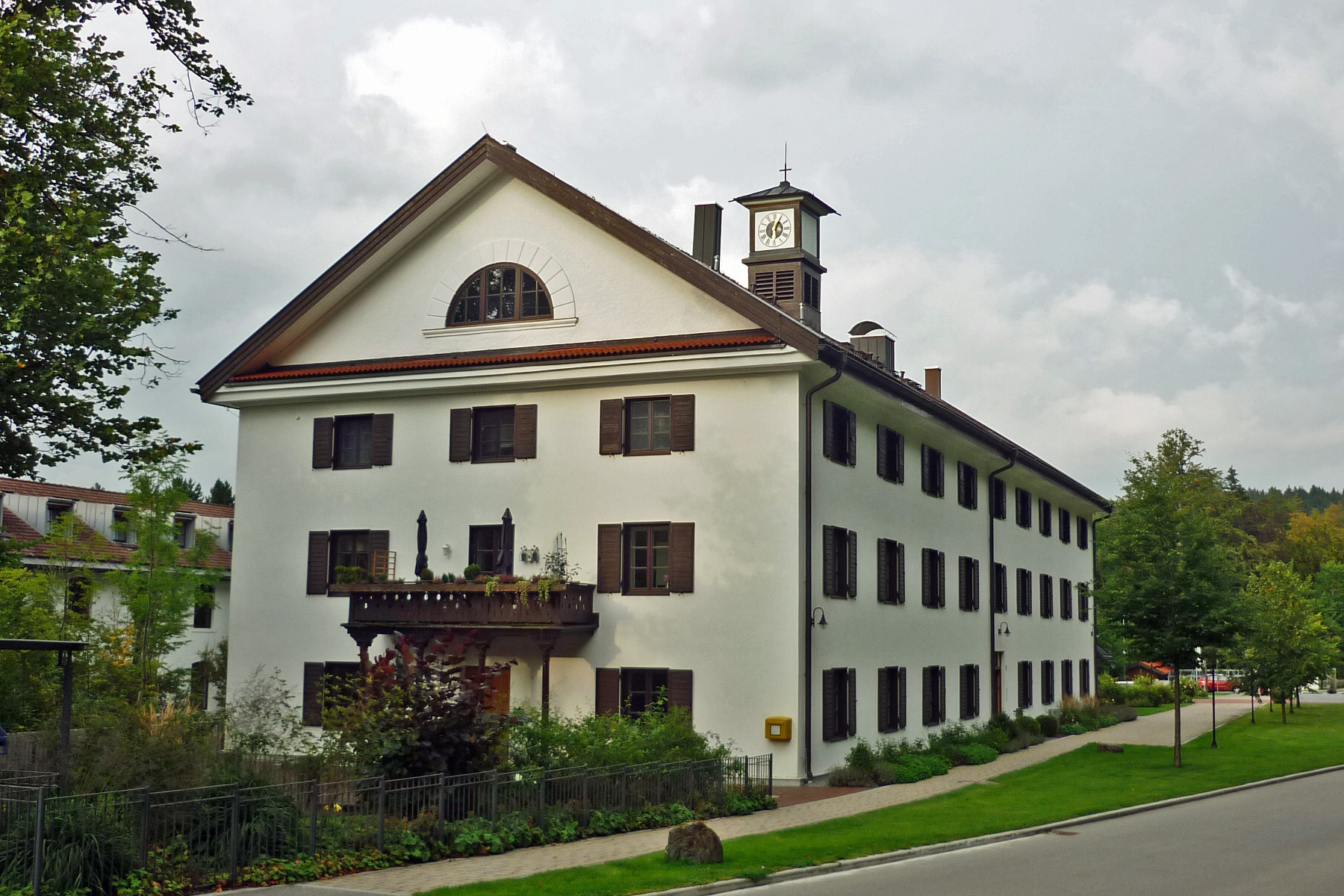
Ehemaliges Hauptgebäude der Papierfabrik Louisenthal in Gmund, jetzt Siegfried-Otto-Haus

Nach dem Tod von Ludwig Devrient und nachdem der Leipziger Betrieb 1948 in einen Volkseigenen Betrieb (VEB) umgewandelt wurde, berief Siegfried Otto am 3. Juni 1948 in München eine Hauptversammlung der damaligen G&D AG ein. Dort wurde beschlossen, den Sitz der Giesecke & Devrient AG nach München zu verlegen. Am 10. Juni 1948 erfolgte die Eintragung ins Handelsregister. Danach baute Otto das Unternehmen Giesecke & Devrient durch Gründung verschiedener Tochtergesellschaften und Unternehmenszukäufe schrittweise zu einem international agierenden Konzern aus.:87–107 1958 wurde die erste ausländische Firmentochter in Mexiko gegründet. 
Otto kooperierte zur Verbesserung der Druckmaschinen für den Stahldruck mit den Pionieren Gualtiero Giori (1913–1992), einem italienischen Erfinder für mehrfarbigen Sicherheitsdruck, Albert Amon (1916–2010), dem schweizerischen Eigentümer der SICPA für die Herstellung von Druckfarben, sowie dem deutschen Hersteller Koenig & Bauer für Banknotendruckmaschinen. Den ersten Druckauftrag erhielt er 1954 von der Banco Central de Reserva del Peru zur Herstellung von Sol de Oro, ab 1958 führte er Druckaufträge der Deutschen Bundesbank für die Deutsche Mark aus.
Im Jahr 1964 erwarb Otto die Papierfabrik Louisenthal in Gmund am Tegernsee für die Herstellung von Sicherheitspapier.:107–116 Ab 1968 war er maßgeblich an der Entwicklung und Einführung des eurocheque-Systems und der eurocheque-Karte als europaweites Verfahren für die garantierte Einlösung von Schecks beteiligt, zusammen mit Eckart van Hooven, Mitglied des Vorstands der Deutschen Bank und damaliger Aufsichtsratsvorsitzender von G&D.

eurocheque (Vorderseite), gedruckt von G&D ab 1968
eurocheque (Rückseite)
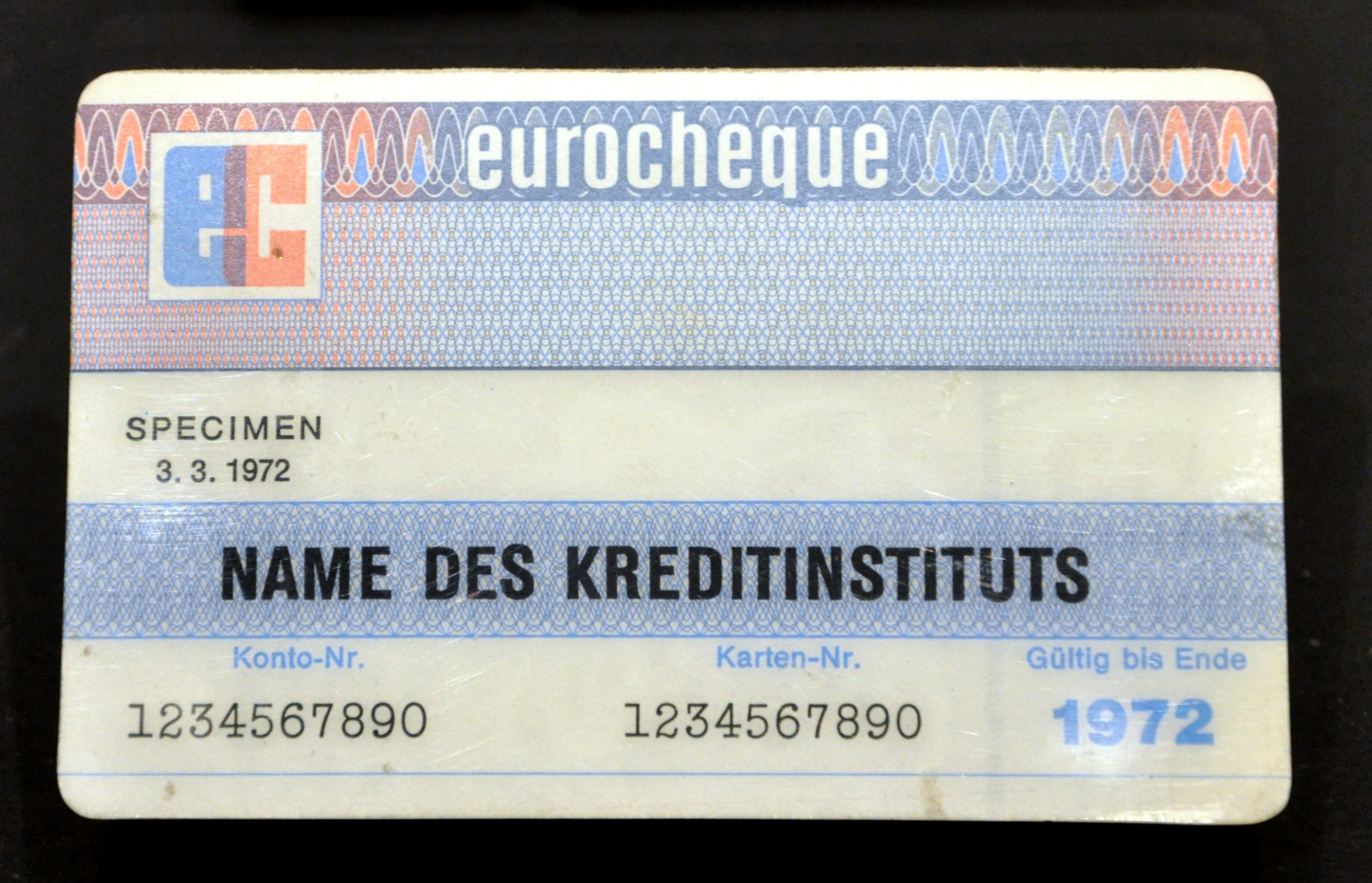
eurocheque-Karte aus dem Jahr 1972
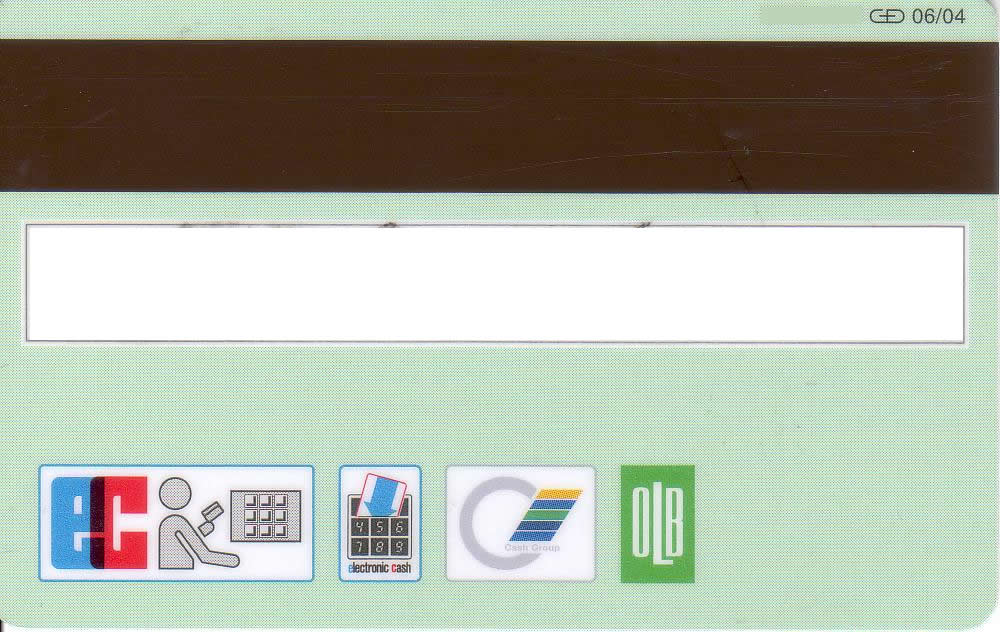
Girocard aus dem Jahr 2004 (hergestellt von G&D)

### Ausweitung des Produktportfolios
1969 erwarb Siegfried Otto alle Gesellschaftsanteile am Verlag B.G. Teubner Stuttgart und gliederte den Verlag in die Firmengruppe ein. 1970 wurde die Gesellschaft für Automation und Organisation (GAO) als Forschungs- und Entwicklungsgesellschaft gegründet, mit Helmut Gröttrup als erstem Geschäftsführer. Dieses Start-Up Unternehmen begründete neue Geschäftsfelder mit Banknotenbearbeitungssystemen für Zentralbanken, Sicherheitsmerkmale für Banknoten zur maschinellen Echtheitserkennung, Systeme für die Abwicklung des Zahlungsverkehrs wie das Zahlungsverkehrsterminal ZVT 700 und das Banknoten-Identifizierungsmodul BIM 1000, sowie Chipkarten und deren Personalisierung mittels Lasertechnik.:191–249

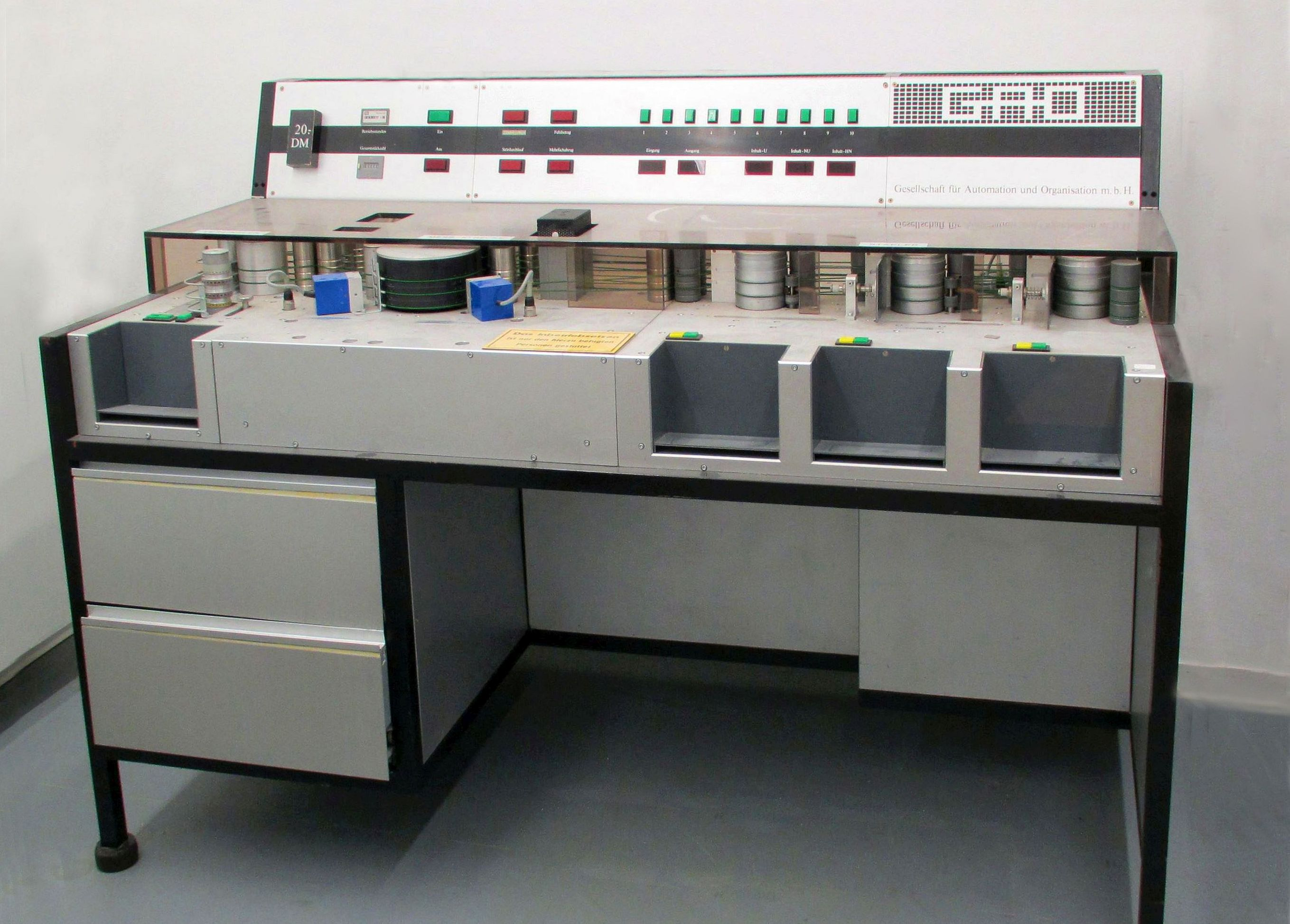
Prototyp ISS 300 zur maschinellen Bearbeitung von Banknoten (1974)
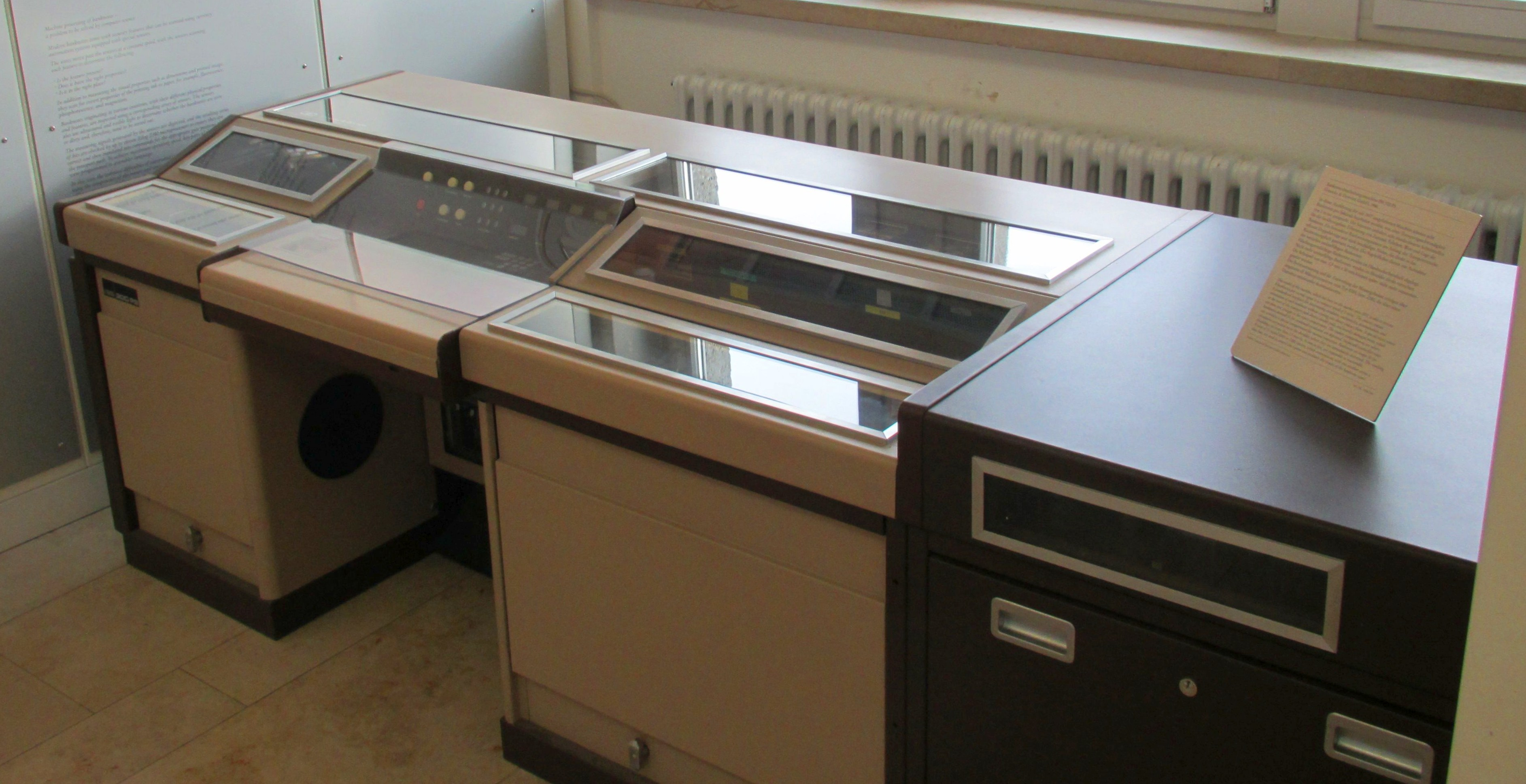
Serienmaschine der ISS 300 mit Online-Schredder (ab 1986) (ausgestellt im Deutschen Museum)
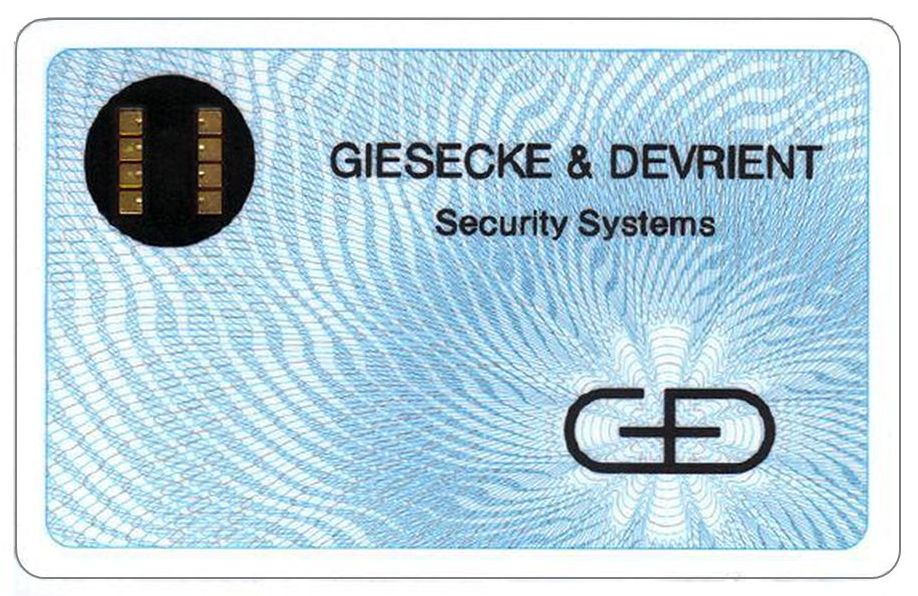
Erste Chipkarte von Giesecke & Devrient (1979)
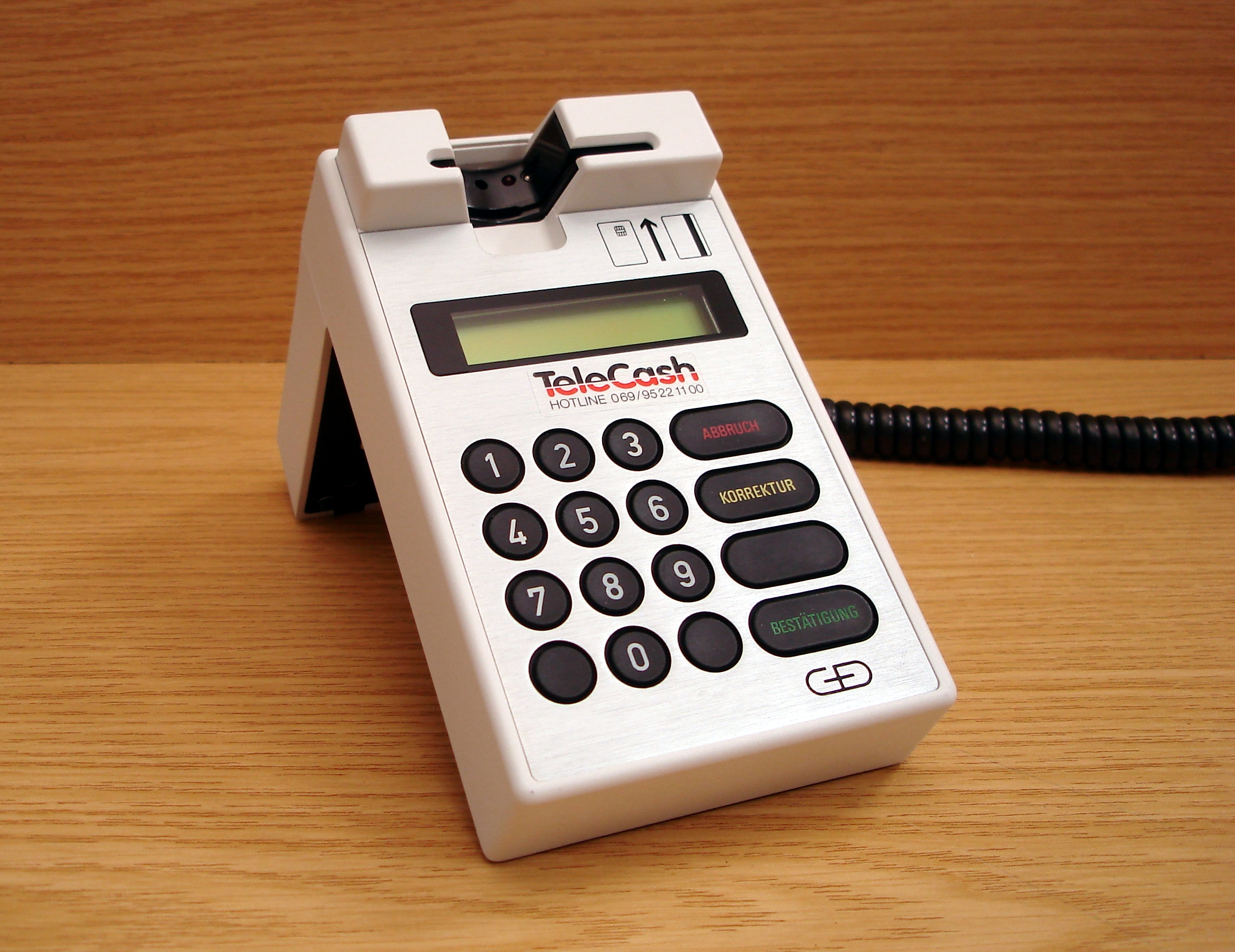
Zahlungsverkehrsterminal ZVT 700 (ab 1990)

In den 1970er Jahren erfand Siegfried Otto die Absicherung der eurocheque-Karte mit Wasserzeichen und Stahldruck zur Verhinderung von Fälschungen. Der von der GAO entwickelte „euro cash“ Geldausgabeautomat sollte gemäß seiner Erfindung mit der Eingabe eines personalisierten eurocheque-Formulars als physisches Beweismittel der Abhebung im Offlinebetrieb ausgerüstet werden, wurde aber im Feldversuch 1982 aufgrund zu komplizierter Handhabung nicht akzeptiert.

### Übernahme des Leipziger Stammhauses
Nach der deutschen Wiedervereinigung kaufte Otto 1991 das Stammhaus der Druckerei in Leipzig zurück und erwarb die Papierfabrik Königstein bei Dresden. Mit dieser Kapazitätserweiterung schuf er einen entscheidenden Schritt für die spätere Stellung von Giesecke & Devrient (2018 in Giesecke+Devrient  umbenannt) als weltweit führenden Anbieter von Komplettlösungen rund um die Banknote. Den Vorsitz der Geschäftsführung von Giesecke & Devrient hatte er bis 1994 inne. Danach war er noch für zwei Jahre Mitglied des Aufsichtsrats.
Nach seinem Tod am 17. August 1997 erbten seine Töchter Verena von Mitschke-Collande und Claudia Miller das Unternehmen zu gleichen Teilen und behielten die seit 1994 bestehende Trennung zwischen Kapital und Management bei.:137–145
Im firmeninternen Nachruf wurde Siegfried Otto so geschildert::140

„Er verfügte nicht nur über unternehmerische Qualitäten wie den konsequenten Willen zum Erfolg, visionäres Gespür mit einem gesunden Sinn für die Realität und eine nie endende Dynamik. Seine menschlichen Qualitäten waren ebenfalls außergewöhnlich. [...] Er sah stets den Menschen im Mitarbeiter, Führung hieß für ihn, Beispiel zu sein. Sein oberstes Gebot lautete: Etwas mehr arbeiten als andere! Etwas schneller und etwas fleißiger! Stets versuchen, besser zu sein als andere.“

### Steuervergehen
Im Jahr 1993 erstattete Siegfried Otto beim Finanzamt Selbstanzeige wegen eines Steuervergehens. Anschließend zahlte er aus seinem privaten Vermögen über 100 Millionen DM Steuern nach.

## Ehrungen und Auszeichnungen
Siegfried Otto erhielt eine Reihe von Auszeichnungen:
- 1974: Orden vom Aztekischen Adler (Mexiko)
- 21. Juni 1976: Bayerischer Verdienstorden
- 1990: Bundesverdienstkreuz 1. Klasse

Im Oktober 2011 nahm ihn die International Association of Currency Affairs (IACA) mit folgender Widmung in die Currency Hall of Fame auf:

„Siegfried Otto war ein außergewöhnlicher Geschäftsmann und ein weitsichtiger Denker mit einem ausgeprägten Erfolgswillen. Über 50 Jahre lang arbeitete er unermüdlich an der Erreichung seiner Ziele. […] Seine Ideen und Entscheidungen prägten maßgeblich die Entwicklung moderner Zahlungssysteme. […] Eine seiner bedeutendsten Taten war die Umsetzung seiner lang gehegten Vision der maschinenlesbaren Banknote, […] der Entwicklung von Maschinen mit der Fähigkeit zur Echtheitsprüfung von Banknoten, Schecks und anderen Zahlungsmitteln mit hoher Geschwindigkeit und herausragender Zuverlässigkeit.“